# Có một làng quê
Có một làng quê (tiếng Anh: There is a village; tiếng Nhật:ドイモイで変わる伝統の村) là một bộ phim tài liệu sản xuất theo đơn đặt hàng của đài NHK, do Trần Văn Thủy biên kịch kiêm đạo diễn. Phim được làm xong và công chiếu vào năm 1994.

## Nội dung
Phim lấy bối cảnh ở Phù Lãng – một làng nghề gốm lâu đời tỉnh Bắc Ninh. Cha thương con, vợ thương chồng, em thương anh, mẹ ghẻ thương con chồng, láng giềng nhường nhịn nhau không đôi co cãi cọ,... tất cả đã tạo nên bức tranh về một làng quê tuy nghèo nhưng tình người và sự tử tế luôn chứa chan.

## Sản xuất và công chiếu
Năm 1993, Trần Văn Thủy được đài NHK (Nhật Bản) mời sang làm một bộ phim tài liệu về đất nước Việt Nam. Khi được đề nghị lựa chọn đề tài, ông đã nghĩ ngay đến làng gốm Phù Lãng bởi vẻ đẹp khung cảnh và tình người. Vì thế ông quyết định về làng Phù Lãng để ghi lại cảnh đời sống sinh hoạt nơi đây. Trần Văn Thủy là biên kịch kiêm đạo diễn của bộ phim, quay phim là ông Nguyễn Tấn Phát. Trong quá trình thực hiện, đoàn phim đã được nhà đài hỗ trợ cho thuê trực thăng để quay phim.
Phim khởi quay từ năm 1993 và hoàn thành vào năm 1994, phát trên sóng truyền hình Nhật Bản ngày 6 tháng 11 cùng năm. Theo đạo diễn, tại buổi chiếu phim lần đầu ở Tokyo, khán giả sau khi xem xong đã "vỡ òa" và dành lời khen ngợi đến bộ phim vì nội dung phim phần nào phản ánh đời sống xã hội người Nhật khi xưa.

## Giải thưởng
| Năm  | Giải thưởng                            | Hạng mục      | Đề cử           | Kết quả   | Tham khảo |
| ---- | -------------------------------------- | ------------- | --------------- | --------- | --------- |
| 1995 | Giải thưởng Hội Điện ảnh Việt Nam 1994 | Phim tài liệu | Có một làng quê | Giải B    | [ 2 ]     |
| 1994 | Liên hoan phim tài liệu thời sự Châu Á | Phim tài liệu | Có một làng quê | Đoạt giải | [ 12 ]    |